# خوليو لافونتي

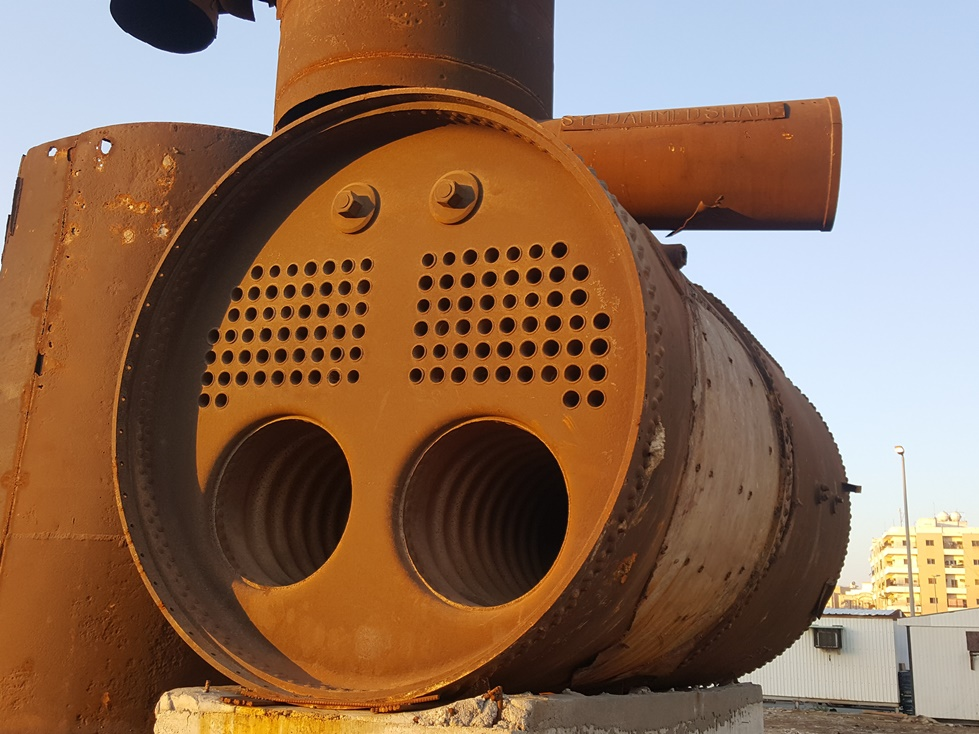
صورة للكنداسة من أعمال الفنان الإيطالي خوليو لافوينتي غارسيا في مدينة جدة عام 1977م

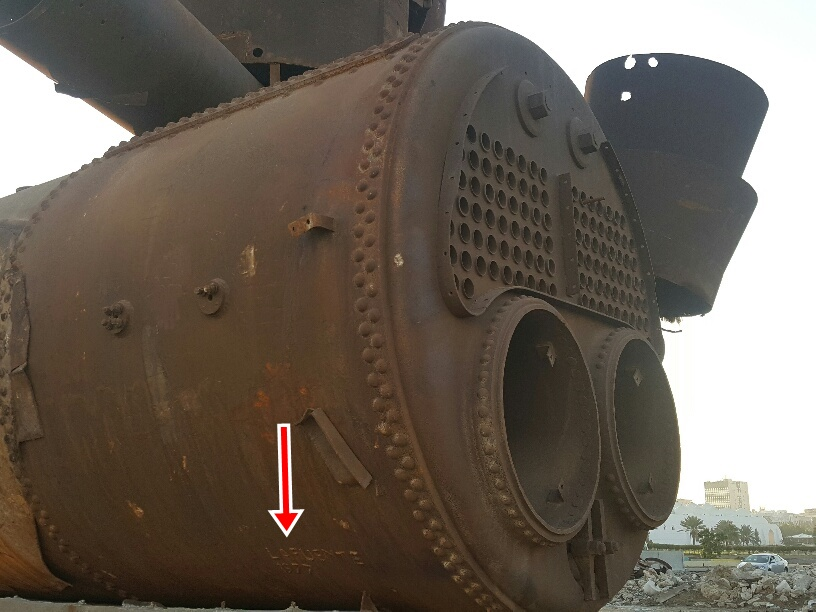
صورة للكنداسة والسهم يشير لموقع توقيع الفنان الإيطالي خوليو لافوينتي غارسيا في مدينة جدة عام 1977م

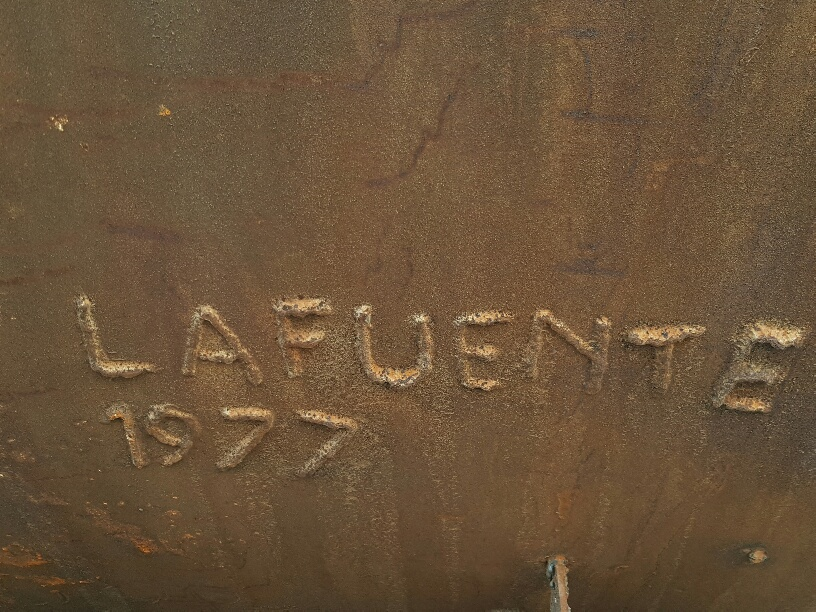
صورة لتوقيع الفنان الإيطالي خوليو لافوينتي غارسيا على عملة الكنداسة في عام 1977م

خوليو لافوينتي غارسيا (بالإسبانية: Julio Lafuente)‏ (مدريد، 1921 - يونيو 11 عام 2013) كان مهندس إسباني. هاجر إلى فرنسا مع عائلته في باريس، ودرس العمارة في المدرسة الوطنية العليا للفنون الجميلة.
في عام 1975، تعاقدت أمانة جدة مع لافونتي لتطوير المناظر الطبيعية والحدائق على الكورنيش، اختار أن ينشيء هياكله السريالية من حطام الكنداسة القديمة التي كانت تروي أهالي جدة منذ عام 1905 م حتى عام 1946 م، وساهم أيضا بـ 30 مجسما أشهرها القناديل المملوكية العملاقة الموجودة على طريق الملك عبد العزيز، وعمله الضخم «اتجاه القبلة» على المسار نفسه، ومجسمات آخري استلهمها من الآيات القرآنية، فعمله (وإنك لعلى خلق عظيم) بالخط الثلث وعمله (الله نور السموات والأرض) بالخط الكوفي، ومجسم (رأس الحكمة مخافة الله) بالخط الكوفي المورق، وعبارة (العدل أساس الملك) بالخط الكوفي.

## أعماله في مدينة جدة
1. مجسم الدراجة الشهير الواقع على تقاطع شارع الملك فهد (الستين) مع شارع الأمير سعود الفيصل.
2. مجسم ميدان السحاب الذي احتضن طائرة الداكوتا على طريق الأمير ماجد، وتمت إزالته لاحقا.
3. مجسم «الآية»، أقيم على شكل قارب تحمل في مضمونها الآية القرآنية (وقل رب أدخلني مدخل صدق وأخرجني مخرج صدق واجعل لي من لدنك سلطانا نصيرا) والذي يقع على شارع الأمير سلطان تقاطع شارع السلام، وتبلغ مساحته الاجمالية حوالي 128 متر مربع بارتفاع 4 أمتار وتقدر زنة المواد المستخدمة في صناعته بحوالي 5.5 طن.
4. نصب الصدفة العملاقة (القبلة) – الحمراء.
5. آية قرآنية على البرونز والرخام (وإنك لعلى خلق عظيم)، معروضها في المتحف المفتوح بالكورنيش.
6. آية قرآنية على البرونز والرخام (الله نور السموات والأرض)، معروضها في المتحف المفتوح بالكورنيش.
7. آية قرآنية على البرونز والرخام (بسم الله الرحمن الرحيم)، معروضها في المتحف المفتوح بالكورنيش.
8. نافورة دلال الماء (ثلاثة متفرقة ومختلفة) – الحمراء والبلد.
9. تشكيل القوارب والصواري – ملحقة بنحت لقصيدة حمزة شحاتة الشهيرة في جدة: “النهى بين شاطئيك غريق والهوى فيك حالم ما يفيق” – الحمراء.
10. ميدان السفن الحربية (طارق بن زياد) – شارع الأندلس.
11. ميدان التوحيد – الكورنيش.
12. دوار الحادث (سيارات متداخلة في مكعب ابيض) – الكورنيش.
13. القناديل المملوكية – في الرحبة المقابلة لقصر السلام.
14. اطوار الهلال والقمر (جرانيت) – كورنيش الحمراء.
15. أنصاب الطائرات الحربية (ثلاثة ميداين) – المكرونة- المطار القديم- شارع الأمير سلطان.
16. ميدان السحاب (طائرة الداكوتا التابعة للخطوط السعودية) – شارع الأمير ماجد.
17. نافورة دلال القهوة (برونز وجرانيت) – الأندلس.
18. صندوق المجوهرات – البغدادية.
19. نافورة المرّش – البلد.
20. ميدان البيعة.
21. الكنداسة (ثلاثة أنصاب).
22. نصب العلم والدين – الكورنيش. وهو أقمار من الرخام الأبيض متكومة بشكل رأسي يعلوها هلال.
23. أقمار قرآنية دائرية متفرقة من الرخام مستلهمة من العهد العباسي- العمّارية.
24. مصحف القرآن من الجرانيت – الحمراء.
25. دوار الكرة الأرضية.
26. دوار الكرة الأرضية المصغّر – حي الحمراء شارع عرفات.
27. نصب المفكّ والمسمار -الكورنتينة (المحجر).